# 路易斯·马丁内斯
路易斯·费利佩·马丁内斯·桑切斯（西班牙語：Luis Felipe Martínez Sánchez，1955年5月26日—），古巴男子拳击运动员。他曾代表古巴参加1976年夏季奥林匹克运动会拳击比赛，获得一枚铜牌。